# COME TOGETHER/DANCING BABE
『COME TOGETHER/DANCING BABE』（カム・トゥゲザー / ダンシング・ベイブ）は、MONOBRIGHTの11枚目のシングル。2011年3月2日にDefstar Recordsから発売された。キャッチコピーは『ex-BEAT CRUSADERSのヒダカトオル結婚（加入）アイテム第二弾! ★歌って★踊って★テクノブレイク♥』

## 解説
前作より5か月での発売となる、ヒダカトオル加入後初となるシングル。また、両A面シングルはMONOBRIGHT初。
本作では初回盤・通常版の区別はない。ジャケットには映画『婚前特急』のタイアップの縁で、吉高由里子が起用された。また吉高とはその主題歌となった「DANCING BABE」のPVでも共演し、後に吉高が『堂本兄弟』に出演した際にも共演を果たした。

## 収録曲
（全作詞：桃野陽介、編曲：MONOBRIGHT）
1. COME TOGETHER [4:43]
作曲：MONOBRIGHT
  - 2011 スカパー!Jリーグ中継イメージソング
2. DANCING BABE [3:26]
映画『婚前特急』主題歌
  - グリコ　ポッキーチョコレート スペースシャワーTVバージョンCFソング

PVには前述のとおり吉高由里子が出演。映画主題歌のタイアップは「あの透明感と少年」（映画『アフタースクール』主題歌）以来2度目。
3. 見たか [3:53]
作曲：ヒダカトオル
4. 国産バイブレーション [4:19]
作曲：桃野陽介

## 楽曲の収録アルバム
| 曲名          | 収録アルバム | 発売日        | 備考                    |
| ------------- | ------------ | ------------- | ----------------------- |
| COME TOGETHER | 『ACME』     | 2011年5月11日 | 4thオリジナル・アルバム |
| DANCING BABE  | 『ACME』     | 2011年5月11日 | 4thオリジナル・アルバム |